# ザルモクセス
ザルモクセス（Zalmoxes　ダキア人の神ザルモクシスにちなんで命名）は白亜紀後期に現在のルーマニアに生息した草食恐竜の属である。イグアノドン類のラブドドン科に分類されている。

## 特徴

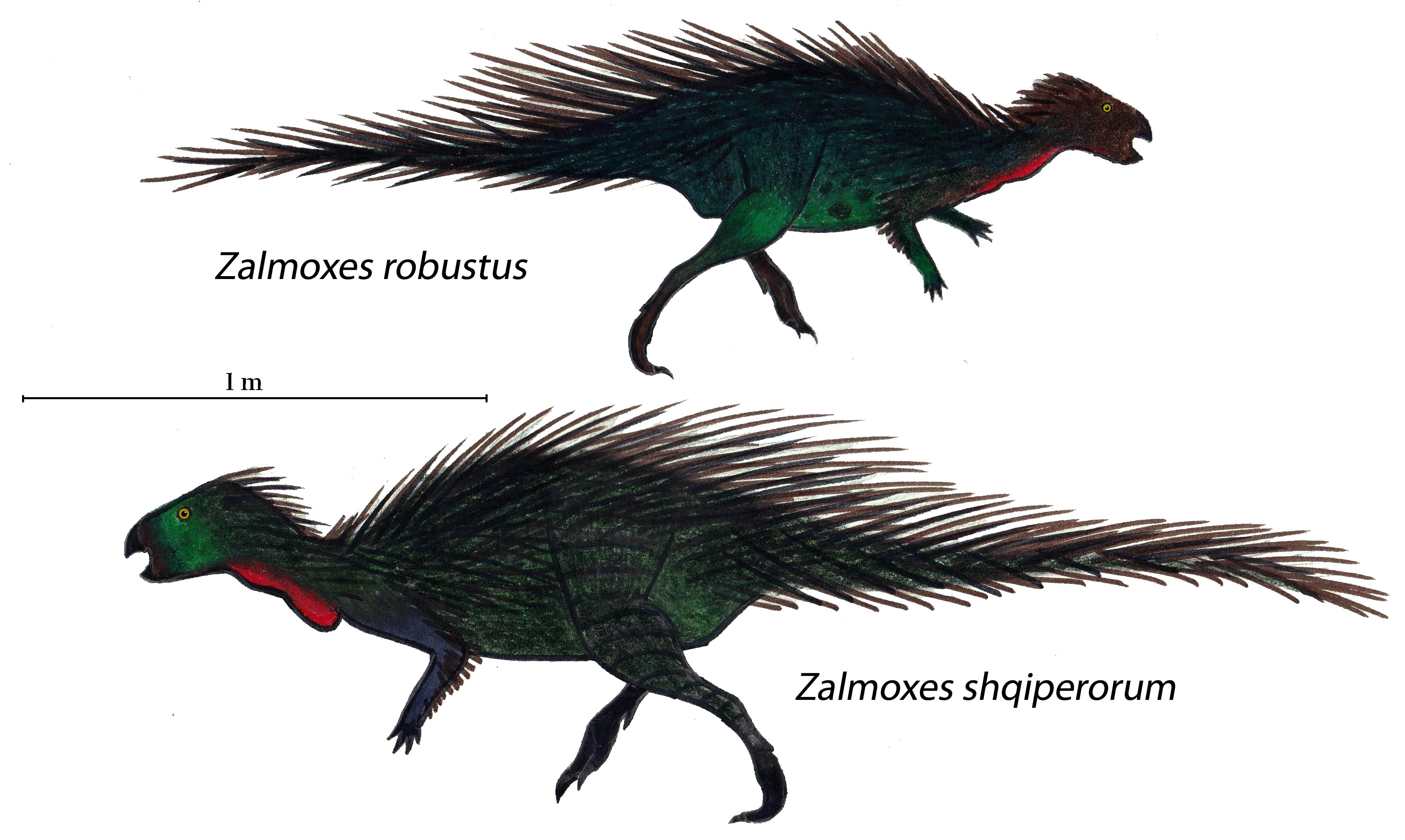
Z. robustusとZ. shqiperorumの比較

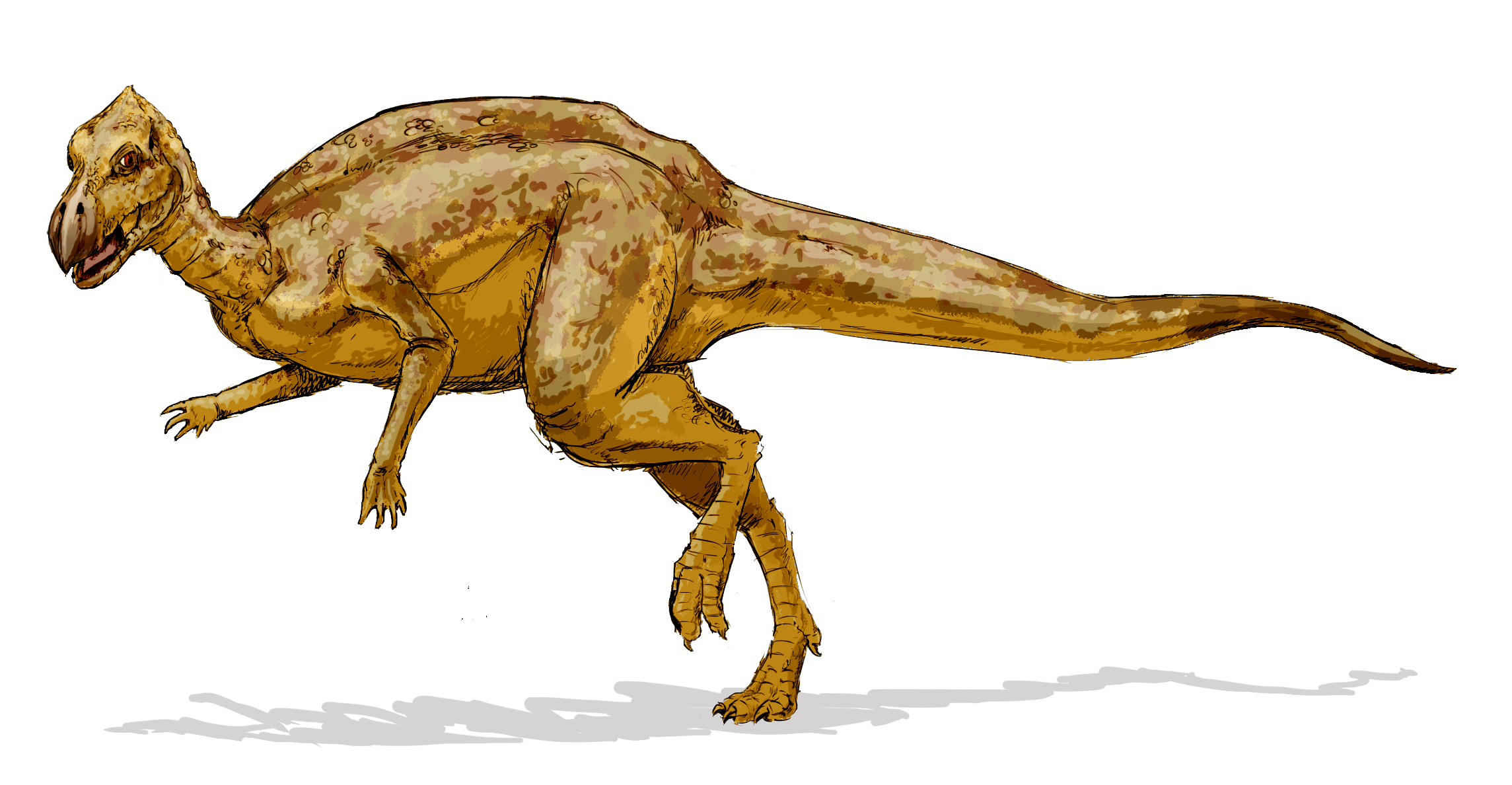
復元図

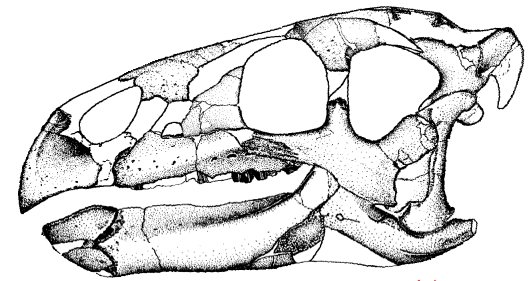
現在見つかっている部分をもとに復元された頭骨

ザルモクセスはかなり小型で二足歩行の草食動物であるが、先の尖った三角形の大きな頭と短い首を持ち、がっしりとした体格である。タイプ種のZ. robustusは全長2-3 m、もう一種のZ. shqiperorum はこれより大きく全長4-4.5 mである。小型であることについてフランツ・ノプシャは島嶼矮化の1例としたが、 Ősi et al. (2012)ではザルモクセスはラブドドン科の元の状態にたいして大きくも小さくもなっていないという証拠が出されている。同科ではモクロドンが若干の矮小化、ラブドドンが「本土」での巨大化によるとされている。

## 発見
1900年、フランツ・ノプシャはトランシルヴァニアで発見された多数の化石に基づいてモクロドン属の新種Mochlodon robustum を命名した。種小名は頑丈な体格にちなんだものである。1915年にノプシャはこの種をラブドドン属に移しRhabdodon robustum と改名した。この名は1990年にジョージ・オルシェフスキーによりとRhabdodon robustus校正されている。
2003年にデイヴィッド・ワイシャンペル、Coralia-Maria Jianu、 Zoltan Csikiおよびデイヴィッド・ノーマンはこの種が独自の新属に分類し、ザルモクシスのつづりの異形の一つであるZalmoxes と命名した。この神の名が選ばれたのは、この神が4年目に復活するために3年間地下室に潜伏したからであり、この動物の化石がノプシャによって墓場から開放され、分類学上の不死を得たことをそれになぞらえたものである。
タイプ種Mochlodon robustus はそのため新しい組み合わせZalmoxes robustus となった。ホロタイプBMNH R.3392は右の歯骨である。スンペトル層のマーストリチアンの地層から発掘された数百の化石がこの種のものとされている。ほとんどの骨格では尾の先端、手、足以外の部分が知られている。
2003年に同一の著者により第2の種 Zalmoxes shqiperorum が命名、記載された。種小名はアルバニア語でアルバニアを意味するShqiperiaから派生したもので、ノプシャがかつてに王になろうとしたなど特別な関係にあった国であることに由来する。ホロタイプBMNH R.4900は 部分骨格である。
2005年にSven SachsとJahn J. Hornungはオーストリアで発見された Mochlodon suessii の化石を暫定的にZalmoxes sp.へと移した。公式に Mochlodon suessiiをザルモクセスに移し、同一性を主張すると優先権を持つモクロドンの名がザルモクセスに置き換えられてしまうこと意味するためである。
ザルモクセスは2003年に新たなクレードであるラブドドン科に分類されている。

## 参照
1. ↑  Ősi, A.; Prondvai, E.; Butler, R.; Weishampel, D. B. (2012). Evans, Alistair Robert. ed. “Phylogeny, Histology and Inferred Body Size Evolution in a New Rhabdodontid Dinosaur from the Late Cretaceous of Hungary”. PLoS ONE 7 (9):  e44318. doi:10.1371/journal.pone.0044318. PMC 3448614. PMID 23028518.
2. ↑  F. Nopcsa, 1900, "Dinosaurierreste aus Siebenbürgen (Schädel von Limnosaurus transsylvanicus nov. gen. et spec.), Denkschriften der Kaiserlichen Akademie der Wissenschaften. Mathematisch-Naturwissenschaftliche Classe 68: 555-591
3. ↑  Weishampel, D. B., C.-M. Jianu, Z. Csiki, and D. B. Norman. (2003). "Osteology and phylogeny of Zalmoxes (n.g.), an unusual Euornithopod dinosaur from the latest Cretaceous of Romania". Journal of Systematic Palaeontology 1(2): 65–123
4. ↑  Sven Sachs and Jahn J. Hornung, 2005, "Juvenile ornithopod (Dinosauria: Rhabdodontidae) remains from the Upper Cretaceous (Lower Campanian, Gosau Group) of Muthmannsdorf (Lower Austria)", Geobios, 39(3): 415-425